# Egyszer az életben (film)
Az Egyszer az életben (eredeti címe: Once in the Life) 2000-es amerikai bűnügyi film, amelyet Laurence Fishburne írt és rendezett. A főbb szerepekben Fishburne, Titus Welliver és Eamonn Walker. Ez volt Fishburne első rendezése, amit végül elsődlegesen videokazettán jelentettek meg, és szűk vetítést kapott 2000. október 27-én. Magyarországon DVD-re adták ki 2006. március 22-én.

## Cselekmény
A két féltestvér, Billy és Mike hosszú börtönbüntetés után újra találkoznak, majd megpróbálnak megszerezni 4 kg heroint két fiatal drogfutártól. Egy hotelszobában kötött kamuüzlet azonban lövöldözésbe torkollik. Billy elveszti a fejét, és megöli a drogfutárokat, de közben maga is sérülést szenved. 
A két testvér elmenekül, és egy romos házban rejtőzik el. Mike felveszi a kapcsolatot régi börtöntársával, Tonyval, hogy segítséget kérjen tőle. Tony látványára azonban Billy gyanúsan viselkedik, és sokáig nem derül ki, hogy miért. Mike újabb faggatása után Billy elárulja, hogy Tony kapcsolatban állt a hotelszobában lelőtt drogfutárok főnökével, Mannyvel. A férfi azonban azt állítja, hogy már régóta kiszállt abból az üzletből.
Billy sérülése gondot okoz, ahogyan a heroinfüggősége is, egy adag után pedig kómába esik. A film nyitva hagyja, hogy Tony-nak volt-e erre bármilyen befolyása. Tony azonban nemcsak a drogbáró Mannyvel dolgozik együtt, hanem az a küldetése, hogy leszámoljon a két testvérrel. Mike-ot lelövik, a ház pedig, amiben elrejtőztek, kigyullad. A gengszterfőnök Manny telefonál Tonynak, hogy jelezze elégedettségét.

## Szereplők
| Szerep               | Színész              | Magyar hangja     |
| -------------------- | -------------------- | ----------------- |
| Sasszem Mike         | Laurence Fishburne   | Vass Gábor        |
| Torch                | Titus Welliver       | Király Attila     |
| Buddha               | Michael Paul Chan    | Pálfai Péter      |
| Kilenc életű Freddie | Dominic Chianese Jr. | Karácsonyi Zoltán |
| Chino                | Tiger Hu Chen        | n.a               |
| Manny Rivera         | Paul Calderon        | Incze József      |
| Hector               | Andres Titus         | n.a               |
| Ruffhouse            | Gregory Hines        | Tóth Tamás        |
| Tigris Tony          | Eamonn Walker        | Kőszegi Ákos      |
| Kneeley őrmester     | Sue Costello         | n.a               |
| Mike Murphy          | Nick Chinlund        | n.a               |
| Maxine               | Annabella Sciorra    | Zsigmond Tamara   |

## Fogadtatás

### Kritikai visszhang
A film gyenge fogadtatásban részesült. A Rotten Tomatoeson 28%-os minősítést ért el 25 értékelés alapján, az összefoglaló szerint: „Az Egyszer az életben Laurence Fishburne ígéretes rendezői munkája. A történet azonban túlságosan konvencionális és hasonló az előtte lévő sok gettó-akció/drámához.” Roger Ebert azt nyilatkozta: „Billy összeomlása valós idejű valóságellenőrzést nyújt, de az idő nagy részében várjuk a végkifejletet, és amikor az eljön, attól tartok, nem túl kielégítő.” A. O. Scott a New York Timestól azt írta: „Összefüggő történet nélkül, amely lekötné a figyelmünket, a komor, mélyreható kétségbeesés hangulata hamarosan monotonná válik.” Robert Koehler a Varietytől azt írta: „Annak ellenére, hogy számos vágóképet használnak a dolgok felpörgetésére, a film, amely egyszer már megmozdult, statikussá és verbálissá válik a szakaszon.”

### Bevétel adatai
A film költségvetéséről nincs elérhető adat a Box Office Mojón. A produkció limitált vetítést kapott, elsődlegesen videokazettán jelentették meg. A vetítésből származó összbevétel 54.000 dollár volt.